# Aspidosperma sandwithianum
Aspidosperma sandwithianum är en oleanderväxtart som beskrevs av Markgraf. Aspidosperma sandwithianum ingår i släktet Aspidosperma och familjen oleanderväxter. Inga underarter finns listade i Catalogue of Life.